# スーパーファイヤープロレスリング2
『スーパーファイヤープロレスリング2（Super Fire Pro Wrestling 2）』は1992年12月25日にヒューマン株式会社より発売されたスーパーファミコン用ソフト。ファイヤープロレスリングシリーズのスーパーファミコン版第2弾ソフトである。

## 概要
登場レスラーは前作の21人から25人と増加した。
試合開始前にパフォーマンスが実施できるようになった（省略もできる）。
関節技をかけると一瞬にして腕や足を折る「クリティカル」が追加され、ロープブレイクや場外でないとそのままギブアップ勝ちできるようになった（今作は梶原丈限定）。
流血するとCPUは隠し技を仕掛けるようになった。
マルチタップ使用により、最大4人までの同時プレイが可能となった。

## 出演レスラー
- ビクトリー武蔵（アントニオ猪木）
- ファイター大和（藤波辰爾）
- ハリケーン力丸（長州力）
- 旗本真也（橋本真也）
- スーパー・カイザー（獣神サンダー・ライガー）
- トミー・ボンバー（ジャンボ鶴田）
- 田神郎（田上明）
- 氷川光秀（三沢光晴）
- 風魔利家（川田利明）
- ブレード武者（グレート・ムタ）
- 梶原丈（藤原喜明）
- 桧垣誠（船木誠勝）
- 冴刃明（前田日明）
- リック・グレイ（ディック・フライ）
- サンダー龍（天龍源一郎）
- マッド・タイガー（タイガー・ジェット・シン）
- アブドル・ザ・デンジャー（アブドーラ・ザ・ブッチャー）
- ケリー・ボギー（テリー・ゴディ）
- スティル・ジェイムス（スティーブ・ウィリアムス）
- 沖田勝志（大仁田厚）
- アックス・ドゥガン（ハルク・ホーガン）
- スター・バイソン（スタン・ハンセン）
- ヒットマン・セイバー（ビッグバン・ベイダー）
- スマッシャー・ガンガン・ギガス（クラッシャー・バンバン・ビガロ）
- 河野正洋（蝶野正洋）

隠しレスラー
- 武道剣（武藤敬司）
- マスク・ド・パンサー（初代タイガーマスク）
- ダイナミック・キッド（ダイナマイト・キッド）

## スタッフ
- ゲーム・デザイン：浅古大輔、増田雅人
- ディレクター：吉田秀司
- システム・プログラム：野村弘治
- バウト・プログラム：渡邊肇
- インフォメーション・プログラム：内山隆博、坂上公一
- レスラー・キャラクター・デザイン：高岡謙次、大内啓輔
- バウト・グラフィック・デザイン：門間毅
- インフォメーション・グラフィク・デザイン：喜多功治郎
- レスラー・フェイス・デザイン：市川宏
- サウンド・コンポーズ&ディレクション：庭山博也
- サウンド・コンポーズ&エディット：山崎正通、田中宏典
- サウンド・エディット：高野朋之、谷口宏、山口和宣、HELP
- ボイス：増田雅人、庭山博也、山崎正通、高岡謙次、岡弘美
- スペシャル・サンクス：根津重昭
- スペシャル・ノー・サンクス：鈴健

## 評価
- ゲーム誌『ファミコン通信』の「クロスレビュー」では合計29点（満40点）[2]、『ファミリーコンピュータMagazine』の読者投票による「ゲーム通信簿」での評価は以下の通りとなっており、23.12点（満30点）となっている[1]。この得点はスーパーファミコン全ソフトの中で43位（323本中、1993年時点）となっている[1]。その他、『SUPER FAMICOM Magazine』1993年8月情報号特別付録の「スーパーファミコンオールカタログ'93」巻末に収録されている「部門別ベスト30」では、熱中度10位、お買い得度13位を獲得している[5]。

| 項目 | キャラクタ | 音楽 | 操作性 | 熱中度 | お買得度 | オリジナリティ | 総合  |
| 得点 | 3.98       | 3.51 | 3.84   | 4.28   | 3.90     | 3.61           | 23.12 |

- ゲーム誌『Theスーパーファミコン』の「ザ・テストプレイ」では総合評価78点（100点満点、各種ポイントの評価は以下の通り）[3]。レビュアーは4人プレイはプロレスの醍醐味が味わえるとし、操作方法について慣れるまで時間がかかるがオリジナリティがあるとした者とファンにはいいが自分のような単純な人間には不向きでより格闘技らしいプレイをした人向けだとする者で分かれ、前作からゲームモードがパワーアップして白熱する試合が楽しめベースは変わらないがかえってファンには嬉しいとした者と練習モードはなく上級者向けと考えて新要素が少なく続編であるとあまり感じられないが独特の楽しさは好き嫌いが分かれるとする者がおり、グラフィックはあまり進化が見られないとした[3]。

| 項目   | グラフィックス | サウンド | ハマリ度 | ゲームバランス | お買い得度 |
| スコア | ★★★            | ★★★      | ★★★★★    | ★★★★★          | ★★★★       |

- ゲーム本『プロレススーパーゲーム列伝』（2001年、ソニー・マガジンズ）では、「前作でファンを驚かせた特殊体形レスラーが再び登場。前回は長身レスラー「G司馬」だったが、今回はデブな「アブドル・ザ・デンジャー」。言わずと知れたブッチャー似の選手だ。しかし、ブッチャー参戦の代わりに司馬がいなくなってるのが痛い。馬場がいないのではブッチャーのの意義が薄れてしまうのは言うまでもない」と評している[4]。